# Национална и универзитетска библиотека у Загребу
Национална и универзитетска библиотека (Национална и свеучилишна књижница, НСК, раније Национална и свеучилишна библиотека, НСБ) је јавна установа у Загребу, у Хрватској, која обавља библиотекарску и информациону делатност националне библиотеке Републике Хрватске и средишње библиотеке Универзитета у Загребу.
Основана је 1607. године почетком рада Исусовачке гимназије на Градецу. У нову зграду, у Улицу братске заједнице, преселила се 1995. године и ту је смештена и данас. Зграду су осмислили чувени хрватски архитекти Велимир Најдхарт, Маријан Хржић, Звонимир Крзнарић и Давор Манце, а изградња је трајала шест година (од 1978. до 1984). Национална и универзитетска библиотека има неколико делатности: изграђивање и организовање хрватске националне збирке књижевне грађе, чување и обнављање књижевне грађе, као и издавање, излагање и промовисање нових наслова. Библиотека садржи око 2,5 милиона примерака књига.

## Крађа књига 1980-их
У периоду између 1982. и 1987. године, из највеће хрватске библиотеке је украдено око 1300 књига, ведута, графика, карата и илустрација издања из 16, 17 и 18. века. У питању је била организована крађа старих и ретких (или чак јединствених) књига непроцењиве културне вредности, у циљу препродаје на црном тржишту. Већина књига је неповратно изгубљена. НСК је у свом одштетном захтеву навела штету од милион тадашњих немачких марака (910 хиљада марака за књиге и 98 хиљада марака за илустрације).